# Театър Ателие 313
Театър „Ателие 313“ е създаден през 1989 година в София. Намира се в квартал „Красна поляна“.

## История
„Ателие 313“ е създаден от актьора Рашко Младенов първоначално като студийна формация за сценични експерименти. През 1992 година за директор на театъра е поканен кукленият режисьор Петър Пашов. В годините Пашов приобщава към трупата на „Ателие 313“ режисьора Славчо Маленов, сценографите Силва Бъчварова и Васил Рокоманов, композитора Петър Цанков, актьорите Жени Пашова, Георги Спасов, Симона Нанова, Ирослав Петков, Румен Гаванозов, Олга Чурчич и др. Спектакли с тяхно участие са представяни на международни форуми из цяла Европа, САЩ, Канада, Мексико, Куба, Япония, Южна Корея, Индия, Тунис и други страни.
През 2008 г. в театър „Ателие 313“ започват работа абсолвенти от НАТФИЗ. „Магьосникът от Оз“ е дебютният спектакъл на младата трупа. Представлението е номинирано за наградата за куклено изкуство на Съюза на артистите в България „Икар“ през 2010 г. Също през 2010 г. печели колективна актьорска награда от 43-ти международен куклен фестивал ПИФ, Загреб, Хърватска.
Сред спектаклите на трупата са и „Вещицата и шарената като дъга котка“ 2009 г., „Малката баба Яга“ 2009 г., „Разкази от бъчвата“ 2010 г., „Лебедово езеро“ 2010 г., „Никутин“ 2011 г., „Деволюция“ 2011 г., „Машината Ян Бибиян“ 2012 г., „Революция“ 2015 г.